# Dr. Mann-Grundig
Jos Huysmans em 1968
A equipa Dr. Mann-Grundig foi uma equipa ciclista belga, de ciclismo em estrada que competiu entre 1960 a 1970.

## Principais resultados
- Bordeús-Paris: Marcel Janssens (1960), Herman Van Springel (1970)
- Volta a Bélgica: Peter Pós (1963)
- Tour do Norte: Jos Huysmans (1964)
- Gante-Wevelgem: Herman Van Springel (1966)
- Através de Flandres: Herman Van Springel (1966)
- Flecha Brabanzona: Roger Rosiers (1967), Willy In 't Ven (1969), Herman Van Springel (1970)
- Através de Flandres: Daniel Van Ryckeghem (1967, 1970)
- Giro de Lombardía: Herman Van Springel (1968)
- La Flèche Wallonne: Jos Huysmans (1969)
- Paris-Tours: Herman Van Springel (1969)
- Grande Prêmio das Nações: Herman Van Springel (1969, 1970)
- Amstel Gold Race: Georges Pintens (1970)
- Quatro Dias de Dunquerque: Willy Vanneste (1970)
- E3 Harelbeke: Daniel Van Ryckeghem (1970)

### Às grandes voltas
- Giro de Itália
  - 1 participações (1966)
  - 0 vitórias de etapa:
  - 0 classificação finais:
  - 0 classificações secundárias:

- Tour de France
  - 3 participações (1966, 1969, 1970)
  - 2 vitórias de etapa:
    - 2 o 1969: Herman Van Springel (2)

  - 0 classificações secundárias:

- Volta a Espanha
  - 1 participações (1970)
  - 1 vitórias de etapa:
    - 1 o 1970: Willy In 't Ven

  - 0 classificação finais:
  - 0 classificações secundárias: